# Норагугуме
Норагугуме (итал. Noragugume) је насеље у Италији у округу Нуоро, региону Сардинија.
Према процени из 2011. у насељу је живело 337 становника. Насеље се налази на надморској висини од 288 м.

## Становништво
Према резултатима пописа становништва 2011. у општини је живело 338 становника.
| 1931. | 1936. | 1951. | 1961. | 1971. | 1981. | 1991. | 2001. | 2011. |
| ----- | ----- | ----- | ----- | ----- | ----- | ----- | ----- | ----- |
| 575   | 599   | 692   | 658   | 467   | 478   | 424   | 378   | 338   |